# Denis Gerstorf

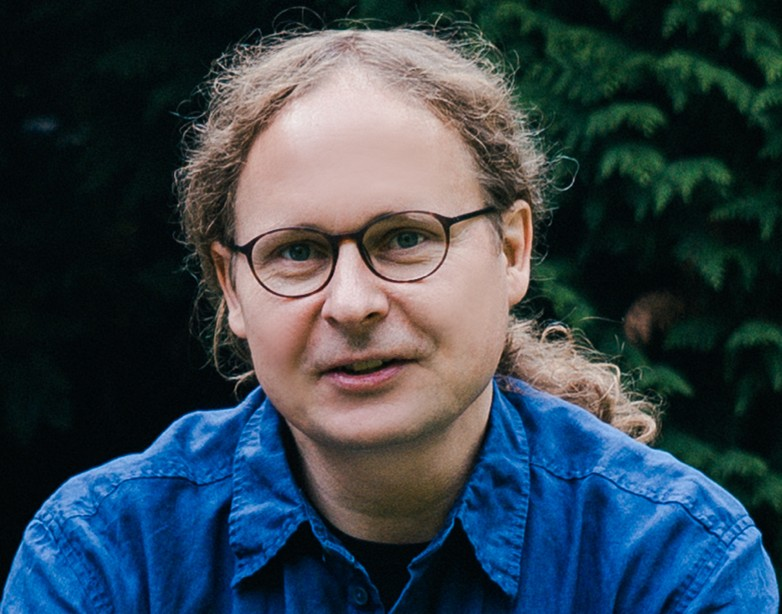
Denis Gerstorf 2025

Denis Gerstorf (* 1976) ist ein deutscher Psychologe und Professor für Entwicklungspsychologie an der Humboldt-Universität zu Berlin. Er forscht insbesondere auf dem Gebiet der lebenslangen Entwicklung, zum Thema Alter und Altern im Wandel der Zeit sowie zur Verknüpfung von Entwicklungsprozessen auf verschiedenen Zeitebenen.

## Leben und akademische Laufbahn
Denis Gerstorf studierte Psychologie an der Freien Universität Berlin und schloss sein Studium 2001 mit einer Diplomarbeit über psychologische Prädiktoren von Langlebigkeit bei Hundertjährigen ab. 2004 promovierte er dort zum Dr. phil. mit einer Dissertation zur Heterogenität und differenziellen Entwicklung im hohen Alter unter einem systemisch-ganzheitlichen Ansatz. Zu seinen Betreuern zählten u. a. Paul B. Baltes und Jacqui Smith.
Nach seiner Zeit am Max-Planck-Institut für Bildungsforschung in Berlin war Gerstorf als Postdoktorand an der University of Virginia (2005–2007) tätig. Ab 2007 arbeitete er als Assistant Professor an der Pennsylvania State University. 2011 wurde er auf die Professur für Entwicklungs- und Pädagogische Psychologie an der Humboldt-Universität zu Berlin berufen. Von 2011 bis 2021 war er zudem Adjunct Professor an der Pennsylvania State University.
Seit 2015 ist Gerstorf Sprecher des interdisziplinären Konsortiums der Berliner Altersstudie II (BASE-II) und leitet dort das Teilprojekt Psychologie. Seit 2011 ist er Research Fellow des Sozio-oekonomischen Panels (SOEP) am Deutschen Institut für Wirtschaftsforschung (DIW Berlin).

## Privatleben
Denis Gerstorf wurde in der ehemaligen DDR geboren und ist in der Vorharzregion aufgewachsen. Seit 2007 ist er mit Sandra Gerstorf verheiratet; das Paar hat drei Kinder.

## Herausgeberschaften und Engagements
Gerstorf ist seit mehr als 15 Jahren als (Mit-)Herausgeber wissenschaftlicher Fachzeitschriften tätig, darunter Gerontology, Psychology and Aging und das International Journal of Behavioral Development. Gemeinsam mit Christiane Hoppmann übernimmt er die Herausgeberschaft der 10. Auflage der Handbook of the Psychology of Aging-Reihe und tritt damit in die Fußstapfen der langjährigen Herausgeber Jim Birren, Warner Schaie und Sherry Willis.

## Forschungsschwerpunkte
Arbeiten von Gerstorf und Kolleginnen und Kollegen zum Thema Alter und Altern im Wandel der Zeit zeigen, dass ältere Menschen in Europa und Nordamerika heute oft geistig und körperlich gesünder, glücklicher und zufriedener sind als Gleichaltrige in der Vergangenheit. Das Narrativ „70 ist das neue 50“ geht auf eine Publikation aus dem Jahr 2015 zurück, in der Gerstorf et al zeigten, dass 75-Jährige heutzutage kognitive Leistungen zeigen, die in den 1990er Jahren von 56-Jährigen erwartet wurden.
Neuere Arbeiten zeigen u. a. eine Verschlechterung psychosozialer Faktoren wie Einsamkeit bei Menschen im mittleren Lebensalter in den USA, sowie ähnliche Trends in anderen Lebensbereichen wie der geistigen Leistungsfähigkeit oder körperlichen Gesundheit. Weitere Forschungsthemen sind das Phänomen des terminal decline sowie das Zusammenspiel von Entwicklungsprozessen auf verschiedenen Zeitebenen, von mikrozeitlichen Veränderungen im Tagesverlauf bis zu makrozeitlichen Trends über Jahre und Jahrzehnte. Dabei wird deutlich, wie stark individuelle Entwicklungsverläufe durch Faktoren der Lebensumwelt und das soziale Umfeld nachhaltig mitbestimmt sind.

## Auszeichnungen und Wirken
Laut Google Scholar beträgt Gerstorfs H-Index 71 und sein I10-Index 210; seine Arbeiten wurden über 18.000 Mal zitiert (Stand: Juni 2025). Laut einer von der Stanford University herausgegebenen Rangliste, zählt Gerstorf zu den 2 % der weltweit einflussreichsten Wissenschaftler.
Für seine wissenschaftlichen Beiträge wurde Gerstorf u. a. mit dem Early Career Achievement Award in Research on Adult Development and Aging der American Psychological Association, dem Early Career Contributions Award in Behavioral and Social Gerontology der Gerontological Society of America und der Wahl zum Fellow der Gerontological Society of America ausgezeichnet. 2020 erhielt er gemeinsam mit Hans-Werner Wahl den Richard Kalish Innovative Publication Article Award der Gerontological Society of America.
In Zusammenarbeit mit Forscherinnen und Forschern weltweit hat Gerstorf um die 300 extern referierte Aufsätze in Fachzeitschriften der Psychologie und Entwicklungswissenschaften veröffentlicht, darunter Psychological Science, American Psychologist, Psychology and Aging, Journal of Personality and Social Psychology und Journals of Gerontology.